# ベルトーチカ・イルマ
- 機動戦士Ζガンダム > 機動戦士Ζガンダムの登場人物 > ベルトーチカ・イルマ
- 機動戦士ガンダムUC > ベルトーチカ・イルマ

ベルトーチカ・イルマ（Beltorchika Irma）は、アニメ『機動戦士Ζガンダム』『機動戦士ガンダムUC』に登場する架空の人物（女性）。担当声優は川村万梨阿。

## キャラクター概要
反地球連邦組織エゥーゴを支援する組織、カラバの一員で愛機は複葉機「コメット」。金髪碧眼の女性。年齢は不明だが、小説『Ζ』では「まだ少女」という描写があった。
本業はジャーナリストだが、義父がカラバの援助を行っている関係から自らもカラバの活動に身を投じる。両親を一年戦争のコロニー落としで亡くしており、戦災孤児となったために養女として引き取られ、育てられた。好戦的な男性を嫌っており、クワトロ・バジーナのことは「平和なインテリジェンスを感じない」と評している。ステータス主義な性格に加え、己の興味を優先するあまり対人関係での距離感には無頓着であり、カミーユ・ビダンやミライ・ノアからもそういう部分を厳しく指摘されることもあった（後述）。

## 劇中での活躍

### 『機動戦士Ζガンダム』
初登場時には、カミーユとクワトロを宇宙に離脱させるため、複葉機「コメット」でアウドムラに合流し、必要なシャトルを備えるヒッコリーへ導く。そこで一年戦争の英雄として知っていたアムロ・レイと出会い、興味を持った後は恋仲にまでなっている。アムロと初対面の後に「この人は何かに怯えている」とモビルスーツに乗る事に躊躇する彼に「目を覚ませばいいのよ」と彼女が後押しした経緯もあるが、パイロットとしてのアムロの復活を望みつつ彼を危険に晒したくない、戦争は大嫌いだが戦う時は自分も躊躇なく銃座に付く、と矛盾を抱えながら戦災孤児の境遇として生きてきた。かつ、母性本能が強い女性としてアムロも感謝していたが自分が戦士として軟弱になってしまう理由で別れたのは小説『逆襲のシャア・ハイストリーマー』でもブライトには語っている。
日頃他人に斟酌しない率直な物言いが多く、ミライから「もっとじっくり他人と付き合っていくことも必要」「不用意に他人の心に入り込み過ぎる」と指摘されている。
ダカール演説作戦時はカレン・ラッセルという偽名で報道陣として潜入し、事実上の作戦参謀であったことがアムロによって語られ、作戦終了後に成功を祝ってアムロにキスを要求して交わしている。
また正確にはカラバ所属であるが、ダカール演説時に連邦議会を占領する際は、エゥーゴの者だと名乗って銃を構えて議員や衛視らを押さえこんだ。
ダカールの連邦議会でクワトロの演説の際には、演説をテレビ中継するために裏工作を行い連邦議会を一時占拠する。クワトロの演説中に攻撃してきたティターンズの映像を写し、作戦の成功に大きく貢献する。この頃には以前のような独善的な言動や感情の起伏が鳴りを潜め、ダカールの作戦成功後にはカミーユと互いにねぎらい、打ち解けた会話ができるようになっていた。
アウドムラの銃座も担当することもある。また、戦火で腰の抜けたカメラマンに代わってティターンズの悪行を暴くのにも一肌脱ぐなど、度胸もある。
劇場版ではダカールでの演説は無いためカミーユたちが宇宙へ帰還した後は表舞台から去り、『III』のラストでアムロやフラウ・コバヤシと共にグリプス戦役の終焉を見届けるシーンのみの登場となり、台詞も無い。また、性格がテレビ版に比べて穏和になっており、悪印象はかなり減っている。アムロいわく、操縦の腕はなかなかのものらしい。

### 小説版『機動戦士ガンダムΖΖ』
小説『機動戦士ガンダムΖΖ』では、地球へ降下したアーガマの支援のため、カラバの一員としてアムロとともに登場する。初対面のブライト・ノアに対し、「さらっとした温かみとインテリジェンスがある」と遠慮のない人物評を浴びせるが、アムロに対する従順な態度にかつての彼を知るブライトには、アムロを人間的に成長させた女性としての印象を与えている。
なお、本作はアムロとジュドー・アーシタの共闘のように小説独自の設定で描かれているため、アニメ本編における第一次ネオ・ジオン抗争での足取りは不明である。また、本来はアニメにも登場する予定だったが、見送られている。

### 小説『機動戦士ガンダム 逆襲のシャア ベルトーチカ・チルドレン』
角川スニーカー文庫より発売された小説『機動戦士ガンダム 逆襲のシャア ベルトーチカ・チルドレン』では、テレビシリーズに引き続いてアムロの恋人として登場しており、彼の子供を身籠もっている。νガンダムの開発・整備を行うなど公私とも親しい間柄であり、アナハイムのフォン・ブラウン工場からνガンダムをロンド・ベルのアムロのもとへ届ける役割も担っている。しかし、『ガンダム映画化委員会』から「映画でアムロの結婚した姿を見たくない」と指摘されたため、劇場用アニメでは設定が変更された。アニメでは代役キャラクターとして、新たにチェーン・アギがほぼ同様の役回りで設定されている。

### 小説版『機動戦士ガンダム 逆襲のシャア』
徳間書店より発売された小説版『機動戦士ガンダム 逆襲のシャア』(機動戦士ガンダム ハイ・ストリーマー)ではアムロと別れたことになっており、アムロとブライトの会話で存在を匂わせる程度の描写だけであり、アムロ曰く、カラバを離れて南アメリカにいるとのこと。別れた理由は、アムロのマザー・コンプレックスに起因する女性への要求の多さであり、それはアムロ自身も認めていた。

### 『機動戦士ガンダムUC』
小説・OVA『機動戦士ガンダムUC』では、ルオ商会に縁故のあるフリーランスの情報屋として登場。上記の小説「逆襲のシャア」の設定を引き継ぎアムロとは第二次ネオ・ジオン抗争以前に別れていた。アクシズ・ショックで地球を救うも行方不明になった彼に対しても「人の形を失っても、心は宇宙に溶けている気がする」と前向きに捉え、克服している様子。ブライトには依頼されていた「袖付き」、ビスト財団、連邦政府移民問題評議会の「ラプラスの箱」をめぐる権力闘争の状況調査を報告。これとは別に地球のジオン残党を乗せた不定期船がトリントン基地へ向かう情報も提供し、間接的に主人公のバナージ・リンクスを後押しした。

## 搭乗機
コメット
複葉機ビーチ17スタッガーウィングのレプリカをスミソニアン博物館から買い取り、レストアしたもの。「コメット」は、ベルトーチカ所有の機体へ独自に付けられた愛称のようである。
νガンダム
小説『ベルトーチカ・チルドレン』でのみ搭乗。月のアナハイム フォン・ブラウン工場からラー・カイラムへ未塗装、未調整のνガンダムを搬入する際にパイロットを務めた。
リ・ガズィ
小説『ベルトーチカ・チルドレン』でのみ搭乗。半壊した状態で無理矢理出撃したが、強化人間グラーブが搭乗する「サイコ・ドーガ」を単騎で撃墜する(お腹の子供の力添えもあったが)、アムロ機を襲うギラ・ドーガのコックピットに肩口をぶつけ撃墜するなどいくつも戦果を上げた。

## 補足
- 一部ゲーム作品などでは、チェーン・アギとアムロをめぐり対立する傾向にあるようで、ゲーム『スーパーロボット大戦シリーズ』では熱い女の戦いを繰り広げ、テーブルトークRPG『ワープス 機動戦士ガンダム・逆襲のシャア』のサンプルシナリオでは、チェーンと甘いひと時を過ごすアムロの前に、かつての恋人ベルトーチカが現れるなどがある。
- 『ΖガンダムPart2』という仮題が振られていた、監督の富野由悠季による『機動戦士ガンダムΖΖ』の企画書の記述によれば、小説版『ΖΖ』同様にアムロやハヤト・コバヤシと共にアニメ本編にも再登場する予定だった[4]。
- 『機動戦士ガンダム 逆襲のシャア』の本編では未登場だったが、初期のプロットには登場が予定されており、キャラクターデザインを担当した北爪宏幸によるロンド・ベルの制服を着たベルトーチカのデザインラフが存在している[5]。

## 評価
『愛と戦いのロボット 完全保存版』で発表されたアンケート「みんなで選ぶロボットアニメーションベスト100」では、「一番お気に入りのヒロインは？」で第98位にランクインした。